# Geranomyia conjurata
Geranomyia conjurata är en tvåvingeart. Geranomyia conjurata ingår i släktet Geranomyia och familjen småharkrankar.

## Underarter
Arten delas in i följande underarter:
- G. c. conjurata
- G. c. nelites